# Omi
Omi (jap. 麻績村 Omi-mura) – wieś w Japonii, na wyspie Honsiu, w prefekturze Nagano. Według danych na rok 2020 miejscowość zamieszkiwało 2 593 mieszkańców , a gęstość zaludnienia wyniosła 75,4 os./km².